# Fábrica Azucarera de La Poveda
La fábrica azucarera de La Poveda fue un complejo industrial situado en el municipio español de Arganda del Rey, en la entonces provincia de Madrid. Estaba dedicado a la producción de azúcar y derivados a través de la remolacha, que se producía en abundancia en las vegas de los ríos Jarama y Tajuña. Las instalaciones estuvieron en funcionamiento durante buena parte del siglo XX, hasta su cierre a comienzos de la década de 1970.

## Historia
A partir de 1898, tras la pérdida española de Cuba y su importante producción azucarera, en la península se inició una expansión de la industria azucarera que llevó a la creación de numerosas fábricas por todo el territorio nacional. En la provincia de Madrid entre 1898 y 1902 se instalaron dos factorías azucareras: una en Aranjuez y otra en Arganda del Rey. La Compañía Azucarera de Madrid —constituida en 1899— instaló su fábrica de Arganda del Rey en la zona de La Poveda, la cual vivió un importante desarrollo económico y demográfico durante los siguientes años. En la década de 1920 el complejo de La Poveda pasaría a manos de la compañía «Ebro». El suministro principal para la producción azucarera vino de la remolacha, cuyo cultivo se acabaría imponiendo en los campos agrícolas de la zona. La producción de la factoría llegó a tener una capacidad de mil toneladas. El complejo industrial de La Poveda se mantuvo en funcionamiento hasta 1972, tras lo cual sus instalaciones fueron clausuradas.

## Red ferroviaria

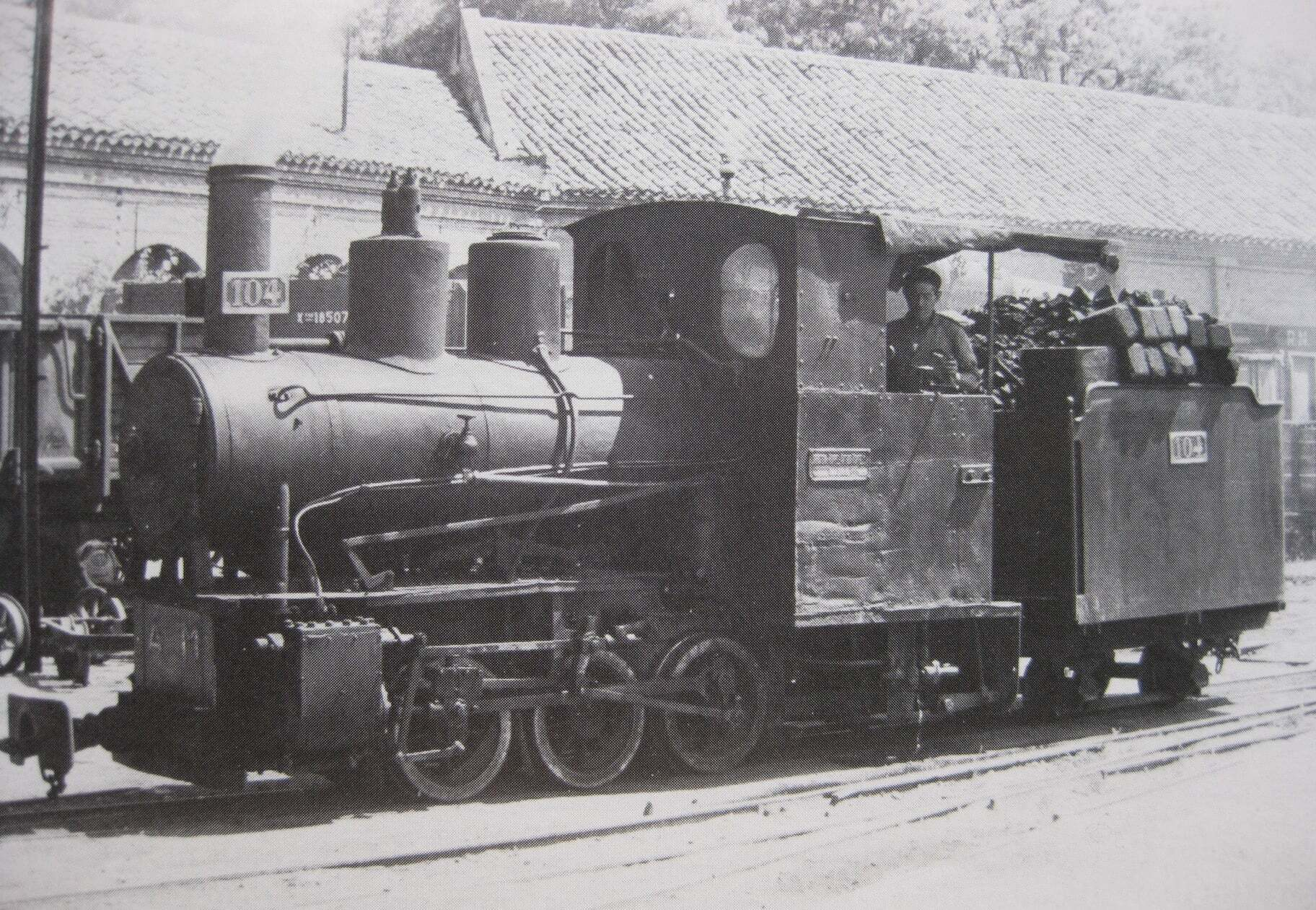
Locomotora de vapor de vía estrecha Orenstein & Koppel N° 104, obra N° 10660 de 1923, en la vía de 600 mm de la Fábrica Azucarera, 12 de mayo de 1964

La factoría azucarera llegó a disponer de un ferrocarril propio, de vía estrecha (600 milímetros) y una longitud de 24,978 kilómetros. En un principio el trazado iba desde La Poveda hasta San Martín de la Vega y Ciempozuelos, permitiendo enlazar los campos de remolacha con la fábrica. Para 1903 esta línea ya se encontraba operativa. Con posterioridad, en 1922 el ferrocarril fue prolongado hasta Torrejón de Ardoz. Durante la Guerra Civil el tramo Torrejón-Mejorada del Campo fue reaprovechado por un ferrocarril estratégico, tras lo cual en 1940 se tomó la decisión de reconvertir todo el trazado Torrejón-La Poveda al ancho ibérico. Además de esta red férrea, la Azucarera también contó con un parque motor propio  para facilitar las labores de tracción y movimiento de los vagones de mercancías.
En las cercanías de la fábrica se encontraba situada la estación de La Poveda, perteneciente al ferrocarril del Tajuña, con el cual estaba enlazado.